# H.C. Madsen
Hans Christian Korsgård Madsen (født 11. januar 1951, død 23. september 2018) er tidligere direktør i Danske Spil. samt Coop Danmark 
Han meddelte i 2016, at han ville fratræde som direktør i Danske Spil i 2017.